# Profunditerebra orientalis
Profunditerebra  orientalis é uma espécie de gastrópode do gênero Profunditerebra, pertencente a família Terebridae.